# Calophasia cucullianae
Calophasia cucullianae är en fjärilsart som beskrevs av Köhler 1952. Calophasia cucullianae ingår i släktet Calophasia och familjen nattflyn. Inga underarter finns listade i Catalogue of Life.